# Nikolaj Lvovič Luganski
Nikolaj Lvovič Luganski (rusko Николай Луганский), ruski pianist, * 16. april 1972, Moskva, Rusija.

## Zgodnja leta
Nikolaj Luganski se je rodil 26. aprila 1972 staršema znanstvenikoma. Le ta sta bila začudena nad sinovo prirojena muzikalnostjo, ki jo je pokazal že pri rosnih petih letih. Pravi, da mu je bilo usojeno, da postane pianist. Spominja se, kako je, še preden se je naučil branja not, v sosedovi dači sedel za klavir in odigral Beethovnovo sonato po spominu, kakor jo je slišal prejšnjega dne. Pri istem sosedu, skladatelju in pianistu Sergeju Ipatovu, ki je bil učenec legendarnega virtuoza Konstantina Igumnova, je kmalu zatem pričel začel z učnimi urami. Šolanje je nadaljeval v razredu Tatiane Kestner na moskovski Centralni glasbeni šoli in po petih letih postal učenec Tatiane Nikolajeve s katero je tesno sodeloval še devet let. V svojem zadnjem intervjuju je Nikolajeva povedala, da bo Lugansky “naslednji” v vrsti velikih ruskih pianistov. Lugansky je svoj študij zaključil na moskovskem Konzervatoriju pri še enem slavnem pianistu in učitelju, Sergejem Dorenskim. 

## Prvi uspehi
Leta 1988 je dobil prvo nagrado tekmovanja ”All-Union Competition” mladih glasbenikov v Tbilisiju ter drugo nagrado na mednarodnem Bachovem tekmovanju v Leipzigu. Sledila so zmagoslavja na Rahmaninovem tekmovanju v Moskvi (1990) , mednarodni poletni akademiji “Mozarteum” v Salzburgu (1992) in mednarodnem tekmovanju “Čajkovski” (1994)
S tako bleščečo kariero si je Luganski odprl vrata v svet svetovnih koncertnih prizorišč. Njegov repertoar zajema več kot 40 koncertov ter pester razpon solističnih in komornih del. Sodeloval je s priznanimi dirigenti kot so: Paavo Berglund, Riccardo Chailly, Vladmir Fedoseyev, Valery Gergiev, Kent Nagano, Mikhail Pletnev, Gennady Rozhdestvensky, Leonard Slatkin, Yuri Temirkanov in Edo de Waart.

## Sodelovanja
Vrhunci zadnjih sezon vključujejo Luganskega s spremljavo Pariškega orkestra pod taktirko Christopherja Eschenbacha, Dresdenške filharmonije z dirigentom Marekom Janowskim in gotenburškim simfoničnim orkestrom z Neeme Järvijem. Junija 2001 je v Grieghallu v Bergnu na Norveškem sodeloval s Simone Young in bergenskim simfoničnim orkestrom pri izvedbi Griegovega koncerta za klavir v A-molu, glavnem delu zaključnega koncerta na mednarodnem klavirskem festivalu “Bergen International Piano Festival”. Septembra tega leta je na otvoritvenem koncertu londonske sezone nastopil s filharmoničnim orkestrom pod taktirko Mikhaila Pletneva. Na edinburškem festivalu 2002 je z moskovskim radijskim simfoničnim orkestrom “Čajkovski” pod taktirko Vladimirja Fedoseyeva odigral Rahmaninovo Rapsodijo na Paganinijevo temo.
S koncertom pod vodstvom Kurta Masurja je otvoril sezono 2003/2004 francoskega državnega orkestra “l’Orchestre National de France”. Koncert so oddajali v živo na radijskih postajah v Franciji, Belgiji, Švici in Kanadi. Njegov posnetek s Chopinovimi Etudami je zmagal in si prislužil zlato nagrado leta 2000 Diapason d´Or de l´Annee. Kasneje je ta uspeh ponovil še z Rahmaninovimi Preludiji in glasbenimi trenutki (Préludes & Moments musicaux ) ter Chopinovimi Preludiji.
S posnetkom Koncerta za klavir št. 1, Čajkovskega, za založbo Pentatone Classics, pa je bil izbran kot “predlog po izboru urednikov”in dobil naziv “Gramophone Editor´s Choice”. Plošči Rahmaninovih Koncertov 1 in 3 sta bili nagrajeni z nagrado nemških kritikov Preis der deutschen Schallplattenkritik. Z zgoščenko Chopinovih Preludijev pa se je uvrstil med glavnih 10 klasičnih zgoščenk leta 2002 v britanskem časniku The Daily Telegraph.
Poleg nastopanja Nikolai tudi poučuje na moskovskem Konzervatoriju, kjer je sedaj asistent pri profesorju Sergeju Dorenskimu.

## Zasebno
Zanimajo ga tudi šah, književnost in šport. Skupaj z ženo in otrokoma živi v Moskvi.

## Nagrade
- 1. nagrada, All-Union Competition in Tbilisi (1988)
- Srebrna medalja, 8th International Bach Competition in Leipzig (1988)
- Druga nagrada, Rachmaninov Competition in Moscow (1990)
- Najboljši pianist, International Summer Academy »Mozarteum« in Salzburg, Austria (1992)
- Srebrna nagrada, 10th International Tchaikovsky Piano Competition in Moscow (1994)

### Ostale nagrade
- Ernest Neizvestny Private Charity Fund Award (1994)
- International Terence Judd Award (1995)
- Diapason d'Or (2000, 2001 and 2002)
- Preis der deutschen Schallplattenkritik (2003)
- Named »Honoured Citizen of Ivanovka« in Tambov, Russia (2004)
- Named »Honoured Artist of the Russian Federation (2005)
- Echo Klassik Award (2005)